# Farley (Misuri)
Farley es una villa ubicada en el condado de Platte en el estado estadounidense de Misuri. En el Censo de 2010 tenía una población de 269 habitantes y una densidad poblacional de 84,23 personas por km².

## Geografía
Farley se encuentra ubicada en las coordenadas 39°17′20″N 94°49′42″O / 39.28889, -94.82833. Según la Oficina del Censo de los Estados Unidos, Farley tiene una superficie total de 3.19 km², de la cual 3.19 km² corresponden a tierra firme y (0%) 0 km² es agua.

## Demografía
Según el censo de 2010, había 269 personas residiendo en Farley. La densidad de población era de 84,23 hab./km². De los 269 habitantes, Farley estaba compuesto por el 97.03% blancos, el 0% eran afroamericanos, el 0% eran amerindios, el 1.86% eran asiáticos, el 0% eran isleños del Pacífico, el 0% eran de otras razas y el 1.12% pertenecían a dos o más razas. Del total de la población el 1.86% eran hispanos o latinos de cualquier raza.